# Ian Murray Mackerras
Ian Murray Mackerras (né le 19 septembre 1898 et mort le 21 mars 1980) est un entomologiste australien.
Il est né en Nouvelle-Zélande de parents agriculteurs et, après le divorce de ses parents, il s'installa avec sa mère et son frère à Sydney.
Le 17 décembre 1915, il devança l'appel et s'engagea dans « les Forces impériales australiennes ». Il fut nommé laborantin sur le Karoola puis il fut envoyé en France où il fut gazé le 28 mai 1918. À la fin de la guerre, il retourna à Melbourne et commença des études de médecine à Sydney, mais très vite il bifurqua vers la zoologie, domaine dans lequel il se spécialisa.
Il travailla sur les mouches des familles Nemestrinidae et Mydaidae. En janvier 1927, il entra au département de microbiologie du ministère de la santé de la Nouvelle-Galles du Sud. Le 1er décembre 1928, il entra dans le tout nouveau Comité pour la recherche scientifique et industrielle, à Canberra, qui recherchait des entomologistes. Il travailla sur les mouches Haematobia exigua et les Calliphoridae du mouton.
Pendant la Seconde Guerre mondiale, il servit au Moyen-Orient et en Guinée. Il travailla aussi sur le paludisme. Le 2 juin 1947, Mackerras devint le premier directeur de l'Institut de recherche médicale de Brisbane, au Queensland. En 1954, il fut élu membre de l'Académie des sciences australienne.
Il est l'auteur de The Insects of Australia qui contient quelques-uns de ses propres dessins.

## Publications
- (en) Ian Murray Mackerras, « Grades in the evolution and classification of Insects », Australian Journal of Entomology, vol. 6, no 1,‎ juin 1967, p. 3–11 (ISSN 1326-6756, DOI 10.1111/j.1440-6055.1967.tb02130.x).